# Eperua rubiginosa
Eperua rubiginosa är en ärtväxtart som beskrevs av Friedrich Anton Wilhelm Miquel. Eperua rubiginosa ingår i släktet Eperua och familjen ärtväxter.

## Underarter
Arten delas in i följande underarter:
- E. r. grandiflora
- E. r. rubiginosa